# Дэнкс, Джозеф
Джозеф Мартин Дэнкс (англ. Joseph Martin Danks; род. 17 июня 1962 года, Бей-Сити, штат Мичиган) — американский серийный убийца, совершивший серию из 6 убийств бездомных в течение одного месяца 1987 года в городе Лос-Анджелес. Все убийства Джозеф Дэнкс совершил на территории «Корейского квартала» Лос-Анджелеса, благодаря чему получил от СМИ прозвище «Мясник из Корейского квартала» (англ. «Koreatown Slasher»). Будучи осужденным за совершение 6 убийств, 20 сентября 1990 года, Дэнкс совершил свое седьмое по счету убийство, задушив своего сокамерника - 67-летнего Уолтера Холта на территории тюрьмы  «California Correctional Institution».

## Биография
Джозеф Мартин Дэнкс родился 17 июня 1962 года в городе Бей-Сити, штат Мичиган. Отцом Дэнкса был Эдвард Уайт, единственный сын в семье успешного предпринимателя. Джозеф Дэнкс был рожден в результате интимной связи Эдварда Уайта и 17-летней няни его детей, которая была младше Уайта на 25 лет. Несмотря на то, что семья Уайта проживала в престижном районе города и не испытывала материальных трудностей, старшие дети Эдварда Уйата — сводные братья Джозефа — росли в социально-неблагополучной обстановке, так как Эдвард Уайт страдал наркоманией и тяжелой стадией алкоголизма, следствием  которой стала специфическое нарушение памяти алкогольный палимпсест, а один из его сыновей Эрл Уайт страдал шизофренией. Мать Джозефа Дэнкса во время беременности была также замечена в употреблении алкогольных напитков, благодаря чему Джозеф родился на два месяца раньше срока и весил менее 2 килограммов. Он находился в кувезе около четырех недель. После рождения Джозефа его родители продолжали злоупотреблять алкогольными напитками, вследствие чего в этот период его воспитанием занимались в основном его старшая сводная сестра и домработница. По свидетельству домработницы, в этот период мать Дэнкса пребывала в состоянии нервно-психологического напряжения из-за жалоб ребенка и была замечена в ненадлежащем исполнении родительских обязанностей. Как минимум дважды домработница находила Джозефа в одном из ящиков комода, куда запирала его мать из-за его плача. Кроме того, родители Дэнкса были замечены в том, что давали малолетнему Джозефу лекарственные препараты с седативным эффектом, в результате которого ребенок спал большую часть суток, однако мать Дэнкса это отрицала. В начале 1964 года во время одной из ссор Эдвард Уайт избил мать Джозефа и разбил ей нос, вследствие чего его мать покинула дом Уайтов и нашла новое жилье.
В 1965 году мать Джозефа познакомилась с Лероем Дэнксом, за которого вышла замуж в 1966 году. Лерой Дэнкс усыновил Джозефа и дал ему свою фамилию. После этого семья покинула штат Мичиган и переехала на территорию штата Южная Дакота, откуда через семь месяцев семья перебралась на территорию штата Вайоминг. В этот период в семье родилось еще двое мальчиков. После рождения второго ребенка между Лероем Дэнксом и матерью Джозефа начались противоречия, в результате чего в декабре 1970 года Лерой Дэнкс ушел из семьи, а мать Джозефа вскоре вышла замуж за другого человека по имени Джин Уоллс. В 1976 году Джозеф Дэнкс вместе с матерью и отчимом вернулись обратно в Бэй-Сити. После возвращения мать Джозефа восстановила отношения с Эдвардом Уайтом, в результате чего Джозеф стал проводить много времени вместе со своим биологическим отцом и сводными братьями Майклом и Питером. К тому времени из-за своего образа жизни Эдвард Уайт потерял все источники дохода и влез в долги, вследствие чего в начале 1970-х он лишился дома и большей части остального имущества, благодаря чему его семья вынуждена была проживать в трейлере и испытывала материальные трудности. Попав под влияние братьев, Джозеф Дэнкс пристрастился к употреблению таких наркотических средств, как марихуана, ЛСД, фенциклидин и начал заниматься кражами. В 1977 году Джозеф Дэнкс дважды в течение нескольких месяцев попал в дорожно-транспортное происшествие, в одном из которых он получил черепно-мозговую травму. После лечения и реабилитации Дэнкс стал  демонстрировать признаки психического расстройства. В 1978 году Дэнкс был арестован по обвинению в хранении наркотических средств на территории Мексики, но отделался выплатой административного штрафа, после чего с целью изменить маргинальный образ жизни Джозефа, Эдвард Уайт запретил ему появляться в их трейлере и общаться со сводными братьями. Впоследствии Питер и Майкл Уйаты были арестованы по обвинению в торговле наркотиками и были осуждены.
В 1979 году Джозеф Дэнкс бросил школу, после чего ушел из дома и начал вести бродяжнический образ жизни. В период с 1979 года по 1982 год он часто путешествовал автостопом по соседним городам и штатам, отсутствуя дома по несколько месяцев. В этот период его психическое состояние резко ухудшилось, страдая от ипохондрии и клинического бреда, он перемещал мебель в доме, намеренно портил электропроводку в доме, утверждая, что за ним ведется наблюдение из телевизора. Обвинял мать и других родственников в том, что они пытаются отравить его, по причине чего отказывался есть приготовленную в доме еду и несколько раз в день мыл посуду, прежде чем употребить из нее пищу. Также он жаловался на слуховые галлюцинации и утверждал, что поддерживает связь с умершими бабушкой и дедушкой. Дэнкс отказывался обращаться за медицинской помощью, заявив, что наркомания — это нормальное явление в обществе, так как был уверен в том, что Президент США Рональд Рейган выкуривал по 10 000 сигарет с марихуаной в день. Испытывая материальные трудности, Дэнкс нигде не работал и требовал денег у своей матери, также будучи уверенным в том, что мать и его тетя занимаются печатанием фальшивых денег, о чем он грозился заявить в полицию. Большую часть свободного времени он проводил на улице в обществе бездомных и других представителей маргинального слоя общества, благодаря чему в этот период Джозеф Дэнкс перестал ухаживать за собой, имел проблемы с чистоплотностью и приобрел неопрятный вид.
В октябре 1982 года Дэнкс появился на территории штата Нью-Джерси. В одном из городов он явился в одну из начальных школ в разорванной одежде, после чего был доставлен в полицейский участок. По возвращении в Мичиган он снова стал жаловаться на слуховые галлюцинации и совершил несколько мелких правонарушений, после чего  принудительно был помещен в психиатрическую больницу. Через две недели он сбежал из учреждения. Он был найден на территории штата Флорида через несколько дней, после чего был этапирован обратно в Мичиган и возвращен в психиатрическую клинику, где он проходил курс лечения до начала 1984 года. По окончании курса лечения Дэнкс был отпущен на свободу и вернулся домой к матери. В это время с ним возобновил отношения его отчим Лерой Дэнкс, который на тот момент работал водителем-дальнобойщиком и предложил ему работу. Однако начиная с 1985 года психическое состояние Джозефа снова началось ухудшаться. Он начал демонстрировать признаки мизантропии, отказывался посещать совместно с отчимом рестораны быстрого питания и другие общественные места, требовал приносить ему еду в грузовик и утверждал, что его преследуют неустановленные личности и его жизни грозит опасность. Через некоторое время он покинул отчима и снова начал вести бродяжнический образ жизни. В 1986 году он посетил своего сводного брата Питера Уайта, прожил в его доме несколько недель. Однако Питер Уайт после освобождения из тюрьмы в 1984 году стал свидетелем Иеговы, женился и перестал вести криминальный образ жизни, благодаря чему между братьями вскоре произошел конфликт и Джозеф Дэнкс вынужден был покинуть апартаменты сводного брата.
В июне 1986 года Джозеф Дэнкс был арестован за незаконное хранение огнестрельного оружия. Во время заключения в окружной тюрьме у Дэнкса были выявлены признаки обсессивно-компульсивного расстройства, так как он начал страдать от навязчивых мыслей по поддержанию порядка в своей камере, в частности несколько раз в день производил уборку своей камеры и стирку своих вещей.  В сентябре того же года Дэнкс признал свою вину в попытке совершения кражи, на основании чего получил снисхождение и был условно осужден с назначением испытательного срока в виде 5 лет. После освобождения Джозеф Дэнкс в очередной раз покинул штат Мичиган и в конце 1986 года появился в Лос-Анджелесе.

## Серия убийств
Серия убийств произошла в январе 1987 года. В качестве жертв Джозеф Дэнкс выбирал бездомных, которые проживали в окрестностях «Корейского квартала» Лос-Анджелеса, им он наносил удар ножом в спину с большой силой. Первой жертвой стал 40-летний Кристофер Форсблэйд,  которого Дэнкс зарезал 6 января. Через восемь дней, 14 января 1987 года, Дэнкс совершил двойное убийство, сперва он зарезал 58-летнего Айзека Дэвиса, после чего менее чем через три часа совершил нападение на 55-летнего Джона Кобла, в ходе которого также нанес ему несколько ударов ножом, от последствий которых он умер. Через два дня Джозеф Дэнкс совершил еще одно убийство. Жертвой стал бездомный мужчина, находящийся в возрасте около 40 лет, личность которого впоследствии так и не удалось установить. На  следующий день Дэнкс совершил нападение на 64-летнего бездомного по имени Элмонд Лорд, в ходе которого Лорд получил ранение ножом, но оказал яростное сопротивление, вследствие чего преступник покинул место преступления. Элмонд Лорд остался в живых и в ходе расследования дал полиции описание внешности преступника, на основании чего был составлен фоторобот Дэнкса. 20 января 1987 года Джозеф Дэнкс совершил попытку убийства 58-летнего Джеймса Лайонса, который получил ранение ножом, но остался в живых.
В тот же день, через несколько часов после нападения на Лайонса, Дэнкс совершил еще одно убийство бездомного, находящегося в возрасте около 50 лет, личность которого впоследствии также не была установлена. Во время совершения последнего убийства Дэнкс был замечен свидетелем преступления, который  на свой страх и риск стал преследовать Дэнкса на протяжении пяти кварталов, после чего вызвал полицию. Преследуемый полицией, в первой половине дня 20 января 1987 года Джозеф Дэнкс был загнан в тупик в одном из переулков, после чего сдался полиции, не оказав сопротивления при аресте. Перед арестом он завернул орудие убийства — кухонный нож — в газету и сделал попытку избавиться от него, выбросив его в сторону, однако во время обыска окружающей территории  нож был обнаружен полицией. Оказавшись в полицейском участке, во время допроса Джозеф Дэнкс отказался от своих «прав Миранды» и признался в совершении 6 убийств. Его показания были записаны на аудиопленку. Об этом представителям СМИ заявил шеф полиции Лос-Анджелеса Дэрил Гейтс на пресс-конференции, посвященной расследованию, которая состоялась на следующий день после ареста Дэнкса. Помимо признательных показаний, основной уликой, изобличающей его в совершении убийств, стал его нож, ширина и длина лезвия которого совпадали с шириной и глубиной ранений у всех жертв. На основании этих фактов из-под стражи был освобожден 34-летний Кристофер Джон Ригел, который до ареста Дэнкса считался основным подозреваемым в совершении серийных убийств.
На допросе Дэнкс заявил, что еще одной из его жертв стал бездомный мужчина, которого он якобы зарезал на улице 25 декабря 1986 года, будучи в приступе гнева, после того, как его не пустили на ночлег в приют для бездомных по причине его переполненности, однако полиция не смогла найти никакой информации о подобном инциденте, произошедшем в указанное Джозефом Дэнксом время и месте, вследствие чего его показания по данному эпизоду были подвергнуты сомнению. Мотивом совершения убийств согласно заявлению Дэнкса послужила личная неприязнь по отношению к убитым из-за их нечистоплотности.

## Первый судебный процесс
В марте 1988 года  Джозефу Дэнксу прокуратурой было предложено заключить соглашение о признании вины, однако он отказался. В ходе судебного процесса Дэнкс содержался в окружной тюрьме «Men's Central Jail». В этот период он начал демонстрировать признаки паранойи, отличался нездоровой подозрительностью, склонностью видеть в случайных событиях происки врагов и выстраивал сложные теории заговоров против себя. Он жаловался на то, что его тюремная еда была отравленной, и выражал уверенность в том, что вместе с ним в тюрьме находятся  известный актер Берт Рейнольдс и известный журналист Джонни Карсон, которые, по его мнению, испражнялись в его еду. Он обвинял администрацию учреждения в том, что она проводит психологическое воздействие на его сознание посредством музыки, транслируемой через радиоточку в камере. Также Дэнкс был замечен в проявлении патологического стремления к поддержанию чистоты и порядка в своей камере. За весь период заключения Дэнкс ежедневно чистил свою камеру  зубной щеткой в среднем от шести до десяти раз в день. Во время судебного процесса он  вступил со своим адвокатом в конфликт и на одном из судебных заседаний совершил на него нападение с самодельным ножом, сделанным из зубной щетки и лезвия бритвы, в ходе которого нанес ему несколько легких поверхностных ран. В декабре того же года по совету своего нового адвоката в обмен на отмену вынесения смертного приговора в отношении самого себя он заключил соглашение о признании вины. Он признал себя виновным в убийстве 6 человек, на основании чего 23 декабря 1988 года суд приговорил его к пожизненному лишению свободы с правом условно-досрочного освобождения по отбытии 156 лет заключения.
После осуждения из-за ухудшения психического здоровья он был этапирован в психиатрическую клинику «Atascadero State Hospital», где он находился с июня 1989 года по март 1990 года. В это время на основании результатов психиатрического освидетельствования у него была диагностирована параноидная шизофрения и антисоциальное расстройство личности. На основании тестов у Дэнкс был выявлен порог коэффициента интеллекта в 106 баллов. Дэнкс прошел обследование у невролога в связи с подозрением на кисту головного мозга, однако признаков ее наличия в конечном итоге обнаружено не было. После прохождения курса лечения его психическое состояние улучшилось, в результате чего  Джозеф Дэнкс покинул психиатрическую клинику и 23 августа 1990 года был этапирован для отбытия уголовного наказания в тюрьму «California Correctional Institution», расположенную в городе Техачаппи.

## Убийство Уолтера Холта и второй судебный процесс
21 сентября 1990 года, примерно в час ночи, Джозеф Дэнкс привлек внимание одного из охранников  исправительного учреждения и заявил, что убил своего сокамерника. В ходе осмотра камеры был обнаружен труп  67-летнего Уолтера Холта. В тот же день рано утром во время допроса Джозеф Дэнкс  описал убийство Холта и мотив его совершения. Он заявил, что задушил Холта веревкой, сделанной из простыни, поздно вечером 20 сентября всего лишь через три часа, после того как он был помещен к нему в камеру и после того как Холт заснул. Дэнкс симулировал сумасшествие и заявил, что мотивом совершения убийства послужили голоса божественного происхождения. Ему было предъявлено обвинение в совершении убийства 1-й степени. Во время расследования Дэнкс продолжал находиться в тюрьме «California Correctional Institution» и совершил несколько правонарушений. 12 ноября 1991 года сотрудник исправительного учреждения  обыскал его камеру  и обнаружил острое  колющее оружие длиной около пяти дюймов, сделанное из пластика, спрятанное в матрасе его койки. 23 января 1992 года сотрудник исправительного учреждения Альберт Картер проводил личный досмотр  некоторых заключенных, включая Джозефа Дэнкса. Во время досмотра Картер заставил заключенных раздеться и снял наручники с заключенного по имени Ренальдо Наварес и с Джозефа Дэнкса, после чего Дэнкс совершил нападение на Навареса, нанеся ему удар по голове куском металла.
26 января 1992 года сотрудник исправительного учреждения по имени Джеймс Ланди заметил  дым, исходящий из камеры Дэнкса. Джозефа Дэнкса успели вывести из камеры, после чего пожар был потушен. В ходе расследования было установлено, что Дэнкс поджег свою камеру с помощью бумаг и газет. 17 апреля 1992 года сотрудник исправительного учреждения Монте Гулд произвел обыск в камере Дэнкса и обнаружил самодельный колющий инструмент длиной около пяти дюймов, изготовленный Дэнксом из пластика. 12 мая 1992 года во время очередного обыска в матрасе койки Дэнкса снова было обнаружено самодельное оружие, сделанной из пластика и лезвия бритвы, а также заостренный кусок проволоки длиной около трех дюймов. 12 июля 1992 года во время раздачи обеда Дэнкс совершил нападение на сотрудника исправительного учреждения по имени Дэвид Гудман, в ходе которого ударил его и попытался выплеснуть ему чашку горячего кофе в лицо. Судебный процесс по обвинению в убийстве Уолтера Холта начался в начале 1993 года. На одном из судебных заседаний он снова совершил нападение на своего адвоката, нанеся ему удар заостренным куском проволоки, которую он смог пронести в зал неустановленным способом. Он признал свою вину в совершении убийства, на основании чего 2 апреля 1993 года получил в качестве наказания смертную казнь. Во время судебного процесса Дэнкс не выразил раскаяния в содеянном, заявил о том, что убийство стариков является «делом Господа» (англ. «Lord's work»), угрожал убийством судье, прокурорам и членам жюри присяжных заседателей, а также заявил о желании быть казненным

## В заключении
После приговора Джозеф Дэнкс был этапирован в камеру смертников тюрьмы Сан-Квентин, где он провел все последующие годы жизни, в течение которых его психическое здоровье продолжало ухудшаться. Он жаловался на галлюцинации и боли, которые причиняют ему крысы, следов существования которых в его камере найдено не было. Дэнкс страдал бессоницей, вследствие чего кричал по ночам, нарушая режим содержания и провоцируя других обитателей камеры смертников на создание конфликтных ситуаций, так как Дэнкс своими действиями нарушал право приговоренных к смертной казни на сон. Также он совершал нападения на охранников учреждения, обливая их собственной мочой, за что постоянно подвергался дисциплинарным взысканиям. Несмотря на проявление девиантного поведения и диагноз о наличии у него психического расстройства, Джозеф Дэнкс в период заключения в тюрьме Сан-Квентин не получал никакого лечения до 2011 года. В 2004 году его адвокаты составили апелляционный документ на отмену смертного приговора и назначение нового судебного разбирательства на основании того факта, что двое присяжных заседателей во время вынесения ему смертного приговора в 1993 году совершили проступок, обратившись за советом к священнослужителям церкви, прихожанами которой они являлись. Проступки такого рода противоречили правилам, согласно которым членам жюри присяжных заседателей запрещалось обсуждать уголовные дела вне зала суда и полагалось выносить вердикт о виновности подсудимого  только на основе доказательств, представленных в суде. Однако в конечном итоге апелляция была отклонена, так как суд посчитал, что доказательства виновности  Дэнкса были настолько очевидны, что существовала вероятность вынесения единогласного вердикта о его виновности и назначения ему уголовного наказания в виде смертной казни даже без проступков. В 2012 году его родственники наняли адвокатов, которые составили апелляцию на отмену смертного приговора Дэнкса и замене ему уголовного наказания на принудительные меры медицинского характера по причине невменяемости Джозефа Дэнкса, однако окончательное решение по апелляции так и не было принято.
13 марта 2019 года губернатор штата Калифорния Гэвин Ньюсом приказал ввести мораторий на исполнение смертной казни в штате, благодаря чему в тюрьме Сан-Квентин были демонтированы и закрыты на неопределенный срок  камеры для исполнения смертных казней с применением газа и смертельных инъекций. По состоянию на 2021 год, 58-летний Джозеф Мартин Дэнкс жив и продолжает находиться в тюрьме Сан-Квентин.